# Długość Plancka
Długość Plancka – jednostka długości w naturalnym systemie jednostek, oznaczana jako {\displaystyle l_{P}.} Jej wartość wynosi:
{\displaystyle l_{P}=c\ t_{P}={\sqrt {\frac {\hbar G}{c^{3}}}}=1{,}616255(18)\times 10^{-35}{\text{ m}}}
gdzie:
{\displaystyle c} – prędkość światła w próżni,
{\displaystyle t_{P}} – czas Plancka,
{\displaystyle \hbar } – zredukowana stała Plancka,
{\displaystyle G} – stała grawitacji.
Jest to jedyna jednostka długości, jaką można zdefiniować jako kombinację trzech fundamentalnych stałych fizycznych: zredukowanej stałej Plancka {\displaystyle \hbar ,} prędkości światła w próżni {\displaystyle c} oraz stałej grawitacji {\displaystyle G}.
Długość Plancka jest 1020 razy mniejsza niż rozmiar protonu, którego rząd wielkości wynosi 10−15 m. Promień elektronu został oszacowany na mniejszy niż 10−20 m.